# Guglielmo Giordano di Cerdanya
Guglielmo Giordano di Cerdanya (1079 circa – 1110) è stato conte della Cerdanya e di Conflent, dal 1095, e conte di Tripoli, dal 1105 alla sua morte.

## Origine
Guglielmo Giordano, secondo il Gesta Comitum Barchinonensium, era il figlio primogenito del Conte di Cerdanya e di Conflent, Guglielmo Raimondo I e della sua terza moglie, Sancha di Barcellona (ca. 1058- dopo il 13 aprile 1102), figlia del conte di Barcellona, Gerona, Osona e Carcassonne, Raimondo Berengario I di Barcellona e di Almodis de La Marche), come confermano le Europäische Stammtafeln, vol III, 137 (non consultate).

Guglielmo Raimondo I, secondo il Gesta Comitum Barchinonensium, era il figlio primogenito del Conte di Cerdanya e di Conflent, Raimondo Goffredo e di Adela, di cui non si conoscono gli ascendenti.

## Biografia
Guglielmo Giordano viene citato in due documenti inerenti a donazioni:
- all'Abbazia di Saint-Martin du Canigou, nel 1084, assieme al padre, Guglielmo Raimondo I, alla madre, Sancha, e al fratello, Bernardo (Guillelmus Raimundi comes hujus provinciæ cum uxore mea comitissa nomine Sancia et filiis nostris his nominibus vocitati, id est, Guillelmo et Bernardo)[6], e
- alla chiesa di Elna, nel 1086, assieme al padre, Guglielmo Raimondo I e alla madre, Sancha (Guillelmus gratia Dei comes et Sancia comitissa et Guillermus filius noster)[7],

Nel 1095, suo padre, Guglielmo Raimondo fece testamento, nominando esecutore il fratello Enrico (Henricum fratrem meum) e disponendo l'eredità ai due figli, Guglielmo Giordano (Guillelmo Iordani filio meo) e Bernardo (filio meo Bernardo).

Ancora secondo il Gesta Comitum Barchinonensium, Guglielmo Raimondo morì nel 1095 e Guglielmo Giordano gli succedette come Guglielmo II Conte di Cerdanya; la morte nel 1095 viene confermata dal Chronicon alterum Rivipullense (1095. Obiit Guillelmus comes Ceritaniæ).
L'anno dopo essere succeduto al padre, Guglielmo Giordano seguì lo zio (fratellastro di sua madre) Raimondo di Saint Gilles alla Prima crociata, lasciando la contea nelle mani del fratello Bernardo.

Quando fu in Terra santa si fece ribattezzare nelle acque del fiume Giordano ed assunse il soprannome di Giordano, come ci conferma il documento n° CCCXIII della Marca Hispanica sive Limes Hispanicus, datato 1097, inerente ad una donazione, si cita come Guglielmo Giordano col titolo di principe (Guillermus qui cognominor Iordanis nuru Divino Cerdaniæ princeps).
Nel 1102, Guglielmo Giordano, dopo aver fatto testamento, in cui, in caso di sua morte, designava suo fratello, Bernardo, suo successore, raggiunge nuovamente la zio, Raimondo di Saint Gilles, che stava assediando la città di Tripoli e che aveva ricevuto il titolo di conte di Tripoli.
Suo zio, Raimondo morì il 28 febbraio del 1105, durante l'assedio, molto prima che Tripoli fosse conquistata, come narra l'Arcivescovo di Tiro, Guglielmo, nel suo Historia rerum in partibus transmarinis gestarum. Guglielmo Giordano gli succedette alla guida dell'assedio.

La morte di Raimondo, nel febbraio 1105, sul monte Pellegrino viene confermata anche dal canonico e cronista, Alberto di Aquisgrana, nel suo Historia Hierosolimitana (che conferma che anche la sepoltura di Raimondo avvenne nello stesso luogo).
Dopo la morte dello zio Raimondo, dato che i cugini Bertrando e Alfonso Giordano, erano rientrati nei loro possedimenti Occitani assunse il titolo di conte di Tripoli.

Nel 1106, secondo il documento n° 91 del Cartulaire de l'église de Saint-Sépulchre de Jerusalem, Guglielmo Giordano per lo zio (Nepos eius Guillelmus Iordanis), fece una donazione alla chiesa del Santo Sepolcro di Gerusalemme.
Nel 1109, Guglielmo Giordano, assediò Arqa, e in tre settimane la conquistò.

In quello stesso anno, il cugino, Bertrando decise di raggiungere Tripoli per succedere al padre Raimondo; secondo Alberto di Aquisgrana nel libro II dell'HISTORIA HIEROSOLYMITANAE EXPEDITIONIS nei cap. III - XII, Bertrando lascio Saint-Gilles, arrivò a Pisa, viaggiò via mare su una nave di Genovesi, passò da Costantinopoli, dove giurò fedeltà all'imperatore bizantino Alessio I; nel 1109, raggiunse i possedimenti di Tancredi ad Antiochia, e proseguì per Tartus, che era governata dal cugino, Guglielmo Giordano, il quale conduceva l'assedio di Tripoli; infine, con Guglielmo Giordano, si recò a Tripoli dove partecipè all'assedio e alla conquista della città anche con l'aiuto di Baldovino I e Tancredi; e, dopo la conquista, Bertrando assunse il titolo di conte di Tripoli e divise la contea col cugino, Guglielmo Giordano, che per sei anni aveva condotto l'assedio della città, prima a fianco di Raimondo di Saint Gilles e poi da solo.
Siccome nella conquista della città aveva avuto l'aiuto dei Genovesi e delle loro navi, secondo l'autore degli Annali Genovesi di Caffaro e de´ suoi continuatori, Vol. 1, Caffaro di Rustico da Caschifellone, Bertrando concesse loro la terza parte della contea.
Secondo lo storico britannico, medievalista e bizantinista, Steven Runciman, invece, nel mese di giugno venne deciso la spartizione della contea che, dopo la caduta di Tripoli, sotto la sovranità di Baldovino I a Bertrando sarebbero andate, Tripoli e Gibelet, a Guglielmo Giordano Tortosa e Arqa.
Sempre Alberto di Aquisgrana narra che poco tempo dopo la presa di Tripoli, nel 1110, Guglielmo Giordano fu assassinato da un suo armigero, per cui tutta la contea fu riunita nelle mani di Bertrando. La morte di Guglielmo Giordano è ricordata anche dall'Ex Gesta Comitum Barcinonensium: nella cittadina di Arqa, colpito da una freccia, morì senza prole. La contea di Tripoli fu governata dal cugino, Bertrando, mentre la contea di Cerdanya andò al fratello Bernardo.

Secondo il Cartulaire de l'église de Saint-Sépulchre de Jerusalem, a seguito della morte di Guglielmo Giordano, Bertrando, assieme al figlio, Ponzio, fece una donazione alla chiesa del Santo Sepolcro per l'anima del cugino.

## Discendenza
Di Guglielmo Giordano non si conosce il nome di una eventuale moglie né si conosce alcuna discendenza legittima.

## Ascendenza
|                                                 |                                            |                                       | Genitori                                      |  |  | Nonni |  |  | Bisnonni                       |  |  | Trisnonni                        |  |
|                                                 |                                            |                                       |                                               |  |  |       |  |  | Goffredo II, conte di Cerdanya |  |  | Oliba Cabreta, conte di Cerdanya |  |
|                                                 |                                            |                                       |                                               |  |  |       |  |  | Goffredo II, conte di Cerdanya |  |  | Oliba Cabreta, conte di Cerdanya |  |
|                                                 |                                            | Ermengarda d'Empúries                 |                                               |  |  |       |  |  | Goffredo II, conte di Cerdanya |  |  |                                  |  |
| Raimondo, conte di Cerdanya                     |                                            |                                       |                                               |  |  |       |  |  | Goffredo II, conte di Cerdanya |  |  |                                  |  |
|                                                 |                                            | Guisla                                | …                                             |  |  |       |  |  |                                |  |  |                                  |  |
|                                                 |                                            | Guisla                                | …                                             |  |  |       |  |  |                                |  |  |                                  |  |
|                                                 |                                            | Guisla                                | …                                             |  |  |       |  |  |                                |  |  |                                  |  |
| Guglielmo I, conte di Cerdanya                  |                                            | Guisla                                |                                               |  |  |       |  |  |                                |  |  |                                  |  |
|                                                 |                                            | …                                     | …                                             |  |  |       |  |  |                                |  |  |                                  |  |
|                                                 |                                            | …                                     | …                                             |  |  |       |  |  |                                |  |  |                                  |  |
|                                                 |                                            | …                                     | …                                             |  |  |       |  |  |                                |  |  |                                  |  |
| Adela                                           |                                            | …                                     |                                               |  |  |       |  |  |                                |  |  |                                  |  |
|                                                 |                                            | …                                     | …                                             |  |  |       |  |  |                                |  |  |                                  |  |
|                                                 |                                            | …                                     | …                                             |  |  |       |  |  |                                |  |  |                                  |  |
|                                                 |                                            | …                                     | …                                             |  |  |       |  |  |                                |  |  |                                  |  |
| Guglielmo Giordano, conte di Cerdanya e Tripoli |                                            | …                                     |                                               |  |  |       |  |  |                                |  |  |                                  |  |
|                                                 | Berengario Raimondo I, conte di Barcellona | Raimondo Borrell, conte di Barcellona |                                               |  |  |       |  |  |                                |  |  |                                  |  |
|                                                 | Berengario Raimondo I, conte di Barcellona | Raimondo Borrell, conte di Barcellona |                                               |  |  |       |  |  |                                |  |  |                                  |  |
|                                                 | Berengario Raimondo I, conte di Barcellona | Ermesinda di Carcassonne              |                                               |  |  |       |  |  |                                |  |  |                                  |  |
| Raimondo Berengario I, conte di Barcellona      | Berengario Raimondo I, conte di Barcellona |                                       |                                               |  |  |       |  |  |                                |  |  |                                  |  |
|                                                 |                                            | Sancha Sánchez di Castiglia           | Sancho Garcés, conte di Castiglia             |  |  |       |  |  |                                |  |  |                                  |  |
|                                                 |                                            | Sancha Sánchez di Castiglia           | Sancho Garcés, conte di Castiglia             |  |  |       |  |  |                                |  |  |                                  |  |
|                                                 |                                            | Sancha Sánchez di Castiglia           | Urraca Gómez                                  |  |  |       |  |  |                                |  |  |                                  |  |
| Sancha di Barcellona                            |                                            | Sancha Sánchez di Castiglia           |                                               |  |  |       |  |  |                                |  |  |                                  |  |
|                                                 |                                            | Bernardo I, conte de La Marche        | Adalberto I, conte di Périgord e de La Marche |  |  |       |  |  |                                |  |  |                                  |  |
|                                                 |                                            | Bernardo I, conte de La Marche        | Adalberto I, conte di Périgord e de La Marche |  |  |       |  |  |                                |  |  |                                  |  |
|                                                 |                                            | Bernardo I, conte de La Marche        | Adalmoda di Limoges                           |  |  |       |  |  |                                |  |  |                                  |  |
| Almodis de La Marche                            |                                            | Bernardo I, conte de La Marche        |                                               |  |  |       |  |  |                                |  |  |                                  |  |
|                                                 |                                            | Amelia de Rasés                       | …                                             |  |  |       |  |  |                                |  |  |                                  |  |
|                                                 |                                            | Amelia de Rasés                       | …                                             |  |  |       |  |  |                                |  |  |                                  |  |
|                                                 |                                            | Amelia de Rasés                       | …                                             |  |  |       |  |  |                                |  |  |                                  |  |
|                                                 |                                            | Amelia de Rasés                       |                                               |  |  |       |  |  |                                |  |  |                                  |  |

### Fonti primarie
- (LA)  Rerum Gallicarum et Francicarum Scriptores, Tomus XII.
- (LA)  Viage literario a las iglesias de España. Tomo 5.
- (LA)  Histoire du comté et de la vicomté de Carcassonne.
- (LA)  Marca Hispanica sive Limes Hispanicus.
- (LA)  HISTORIA HIEROSOLYMITANAE EXPEDITIONIS.
- (LA)  Historia rerum in partibus transmarinis gestarum, libro XI.
- (LA)  Cartulaire de l'église de Saint-Sépulchre de Jerusalem.
- (LA)  Annali Genovesi di Caffaro e de´ suoi continuatori, Vol. 1.

### Letteratura storiografica
- Louis Alphen, La Francia nell'XI secolo, in «Storia del mondo medievale», vol. II, 1979, pp. 770–806
- William B. Stevenson, La prima crociata, in «Storia del mondo medievale», vol. IV, 1979, pp. 718–756
- Charles Lethbridge Kingsford, Il regno di Gerusalemme, 1099-1291, in «Storia del mondo medievale», vol. IV, 1979, pp. 757–782